# Jan Antonín Duchoslav
Jan Antonín Duchoslav (* 1. května 1965 Praha) je český herec a moderátor.

## Život
Studoval gymnázium, ale nedokončil ho. Podle jeho slov to bylo především kvůli popularitě, která nastala po filmu Sněženky a machři. Během vojenské služby byl odsouzen za šikanu na deset měsíců nepodmíněně, ale díky amnestii prezidenta Husáka byl propuštěn po pouhých 19 dnech. Od osmdesátých let se živil jako rekvizitář, posunovač, podnikatel s dámskými ramenními vycpávkami, produkční, instruktor lyžování a osvětlovač.

### Herecká a moderátorská kariéra
Dlouhodobě[kdy?] vystupuje v pražském Divadle Radka Brzobohatého. Mezi jeho nejznámější filmové a seriálové role patří Viky Cabadaj z filmu Sněženky a machři, dále Turek z Rafťáků, policajt z 2Bobulí, Viktor Hofman ml. z Ordinace v růžové zahradě, Miky ze seriálu Třetí patro, šéf benzínky ve stejnojmenném sitcomu nebo soudce v Případu Roubal. Hrál také „šmejda“ v seriálu Doktoři z Počátků. Zajímavostí je, že jeho seriálovou partnerkou byla Dita Hořínková, se kterou společně hrál i v sitcomu Benzínka.
Kromě hraní se věnuje moderování, moderoval například talkshow s Ivetou Bartošovou na TV Pětka, kde měl i pořad Bulvárek. Po jejím skončení měl soutěž na TV Relax s názvem Ostře sledovaný vlak.
Byl také Zimním inspektorem Televizních novin, kde navštěvoval lyžařská střediska a informoval o jejich kvalitě.
V roce 2023 začal moderovat s Bárou Fišerovou pořad na TV A11 Dobrý Večer s A11.

### Rodina
Je rozvedený. S bývalou manželkou Klárou Stibůrkovou, která je povoláním advokátka, má dvě děti – syny Antonína (2008) a Jana (2012).

## Politická angažovanost
V komunálních volbách v roce 2022 neúspěšně kandidoval jako nestraník z 11. místa kandidátky hnutí Praha bez chaosu do Zastupitelstva hlavního města Prahy. V roce 2022 kandidoval také do Zastupitelstva městské části Praha 6, a to z 6. místa kandidátky subjektu „PATRIOTI PRO PRAHU 6“ (tj. Patrioti České republiky, Svobodní a Praha bez chaosu). Mandát zastupitele městské části se mu však nepodařilo získat.

## Filmy
- 1982 – Sněženky a machři
- 1983 – Už mu to začalo, Sladké starosti
- 1984 – Láska z pasáže, Malý vodní had, Třetí patro
- 2004 – Non plus Ultras
- 2006 – Rafťáci
- 2008 – Sněženky a machři po 25 letech
- 2008 – Líbáš jako Bůh
- 2009 – 2Bobule
- 2011 – Bastardi 2
- 2012 – Můj vysvlečenej deník
- 2015 – Child 44
- 2015 – Vánoční Kameňák

## Seriály
- 1985 – Třetí patro
- 2004 – Redakce
- 2006 – Letiště
- 2006 – Ordinace v růžové zahradě
- 2008 – Kriminálka Anděl
- 2009 – Vyprávěj
- 2012 – Policajti z centra
- 2013 – Sanitka 2
- 2016 – Doktor Martin
- 2013 – Doktoři z Počátků
- 2017 – Benzínka (seriál) - pilotní díl